# 国道135号

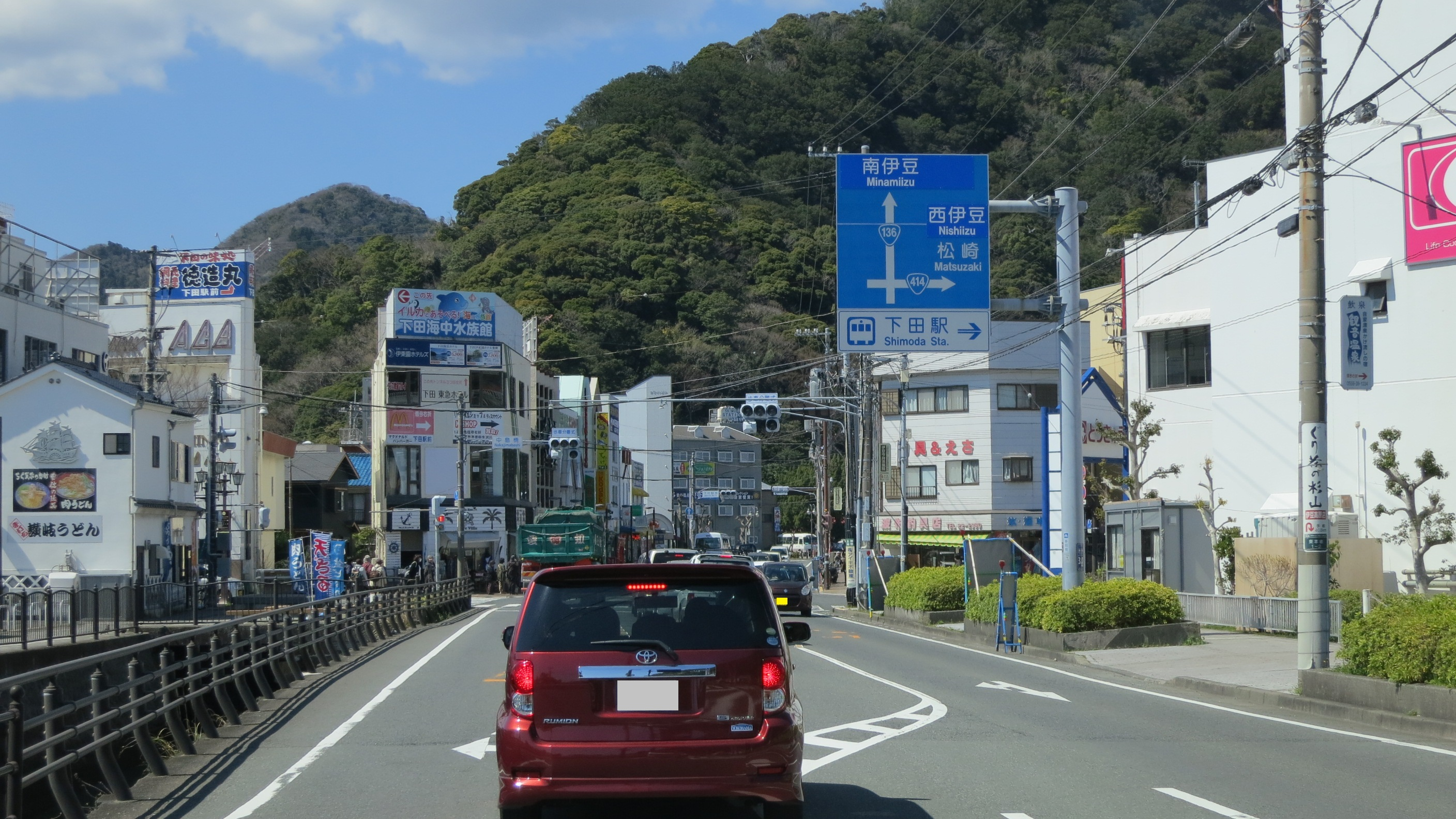
国道135号 起点
静岡県下田市 新下田橋付近

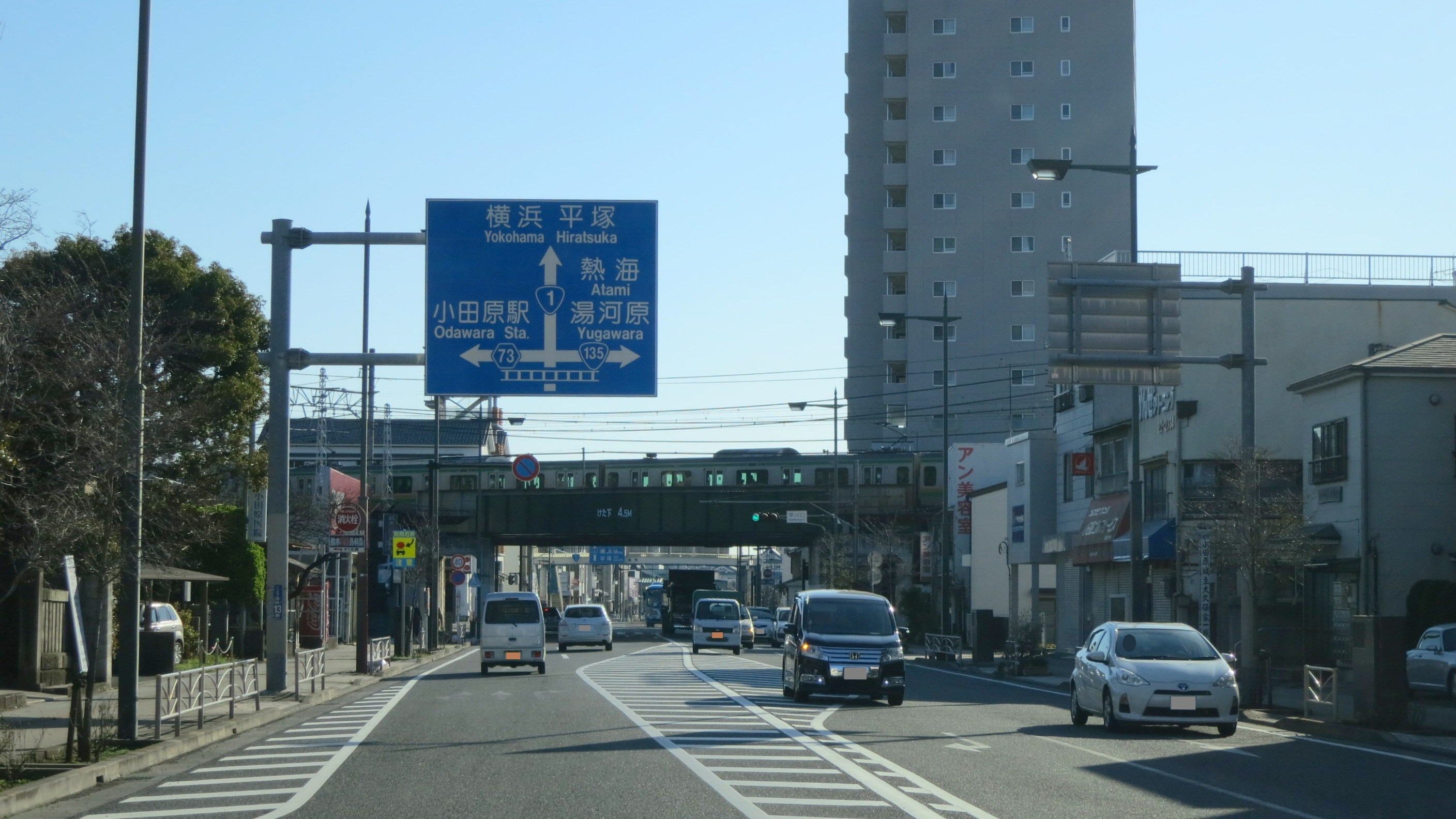
国道135号 終点
神奈川県小田原市 早川口交差点

国道135号（こくどう135ごう）は、静岡県下田市から伊豆半島東海岸を経由して、神奈川県小田原市に至る一般国道である。

## 概要

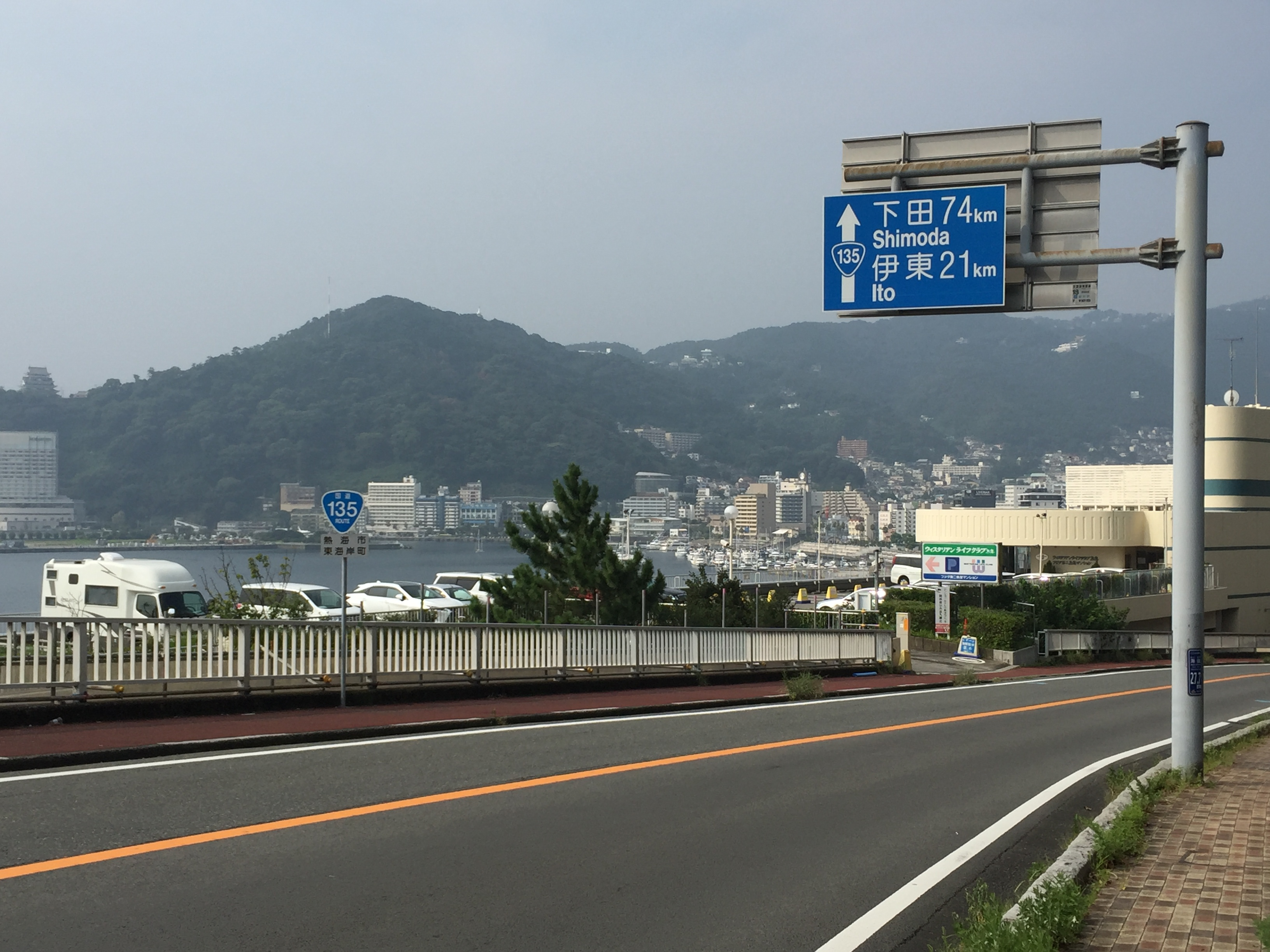
静岡県熱海市東海岸町付近（2020年8月）

起点の下田市から、伊豆半島東側に位置する伊東市、熱海市などを経て、相模灘に沿って北上し、終点の小田原市に至る路線である。

### 路線データ
一般国道の路線を指定する政令に基づく起終点および重要な経過地は次のとおり。
- 起点：下田市（新下田橋東詰 = 国道136号起点）
- 終点：小田原市（早川口交差点 = 国道1号交点）
- 重要な経過地：伊東市、熱海市、神奈川県足柄下郡真鶴町
- 総延長 : 104.5 km（神奈川県 19.6 km、静岡県 84.9 km）[2][注釈 2]
- 重用延長 : なし[2][注釈 2]
- 未供用延長 : なし[2][注釈 2]
- 実延長 : 104.5 km（神奈川県 19.6 km、静岡県 84.9 km）[2][注釈 2]
  - 現道 : 83.9 km（神奈川県 4.5 km、静岡県 79.4 km）[2][注釈 2]
  - 旧道 : 20.6 km（神奈川県 15.1 km、静岡県 5.5 km）[2][注釈 2]
  - 新道 : なし[2][注釈 2]
- 指定区間：なし[3]

## 歴史
- 1953年（昭和28年）5月18日 - 二級国道135号下田小田原線（静岡県賀茂郡下田町[注釈 3] - 小田原市）として指定施行[4]。
- 1965年（昭和40年）4月1日 - 道路法改正により一級・二級区分が廃止されて一般国道135号として指定施行[1]。
- 1978年（昭和53年）1月14日 - 伊豆近海大地震によって一部損壊。一部廃道になる。
- 2008年（平成20年）9月4日 - 真鶴道路（旧道）が無料開放、国道135号（山側区間）が神奈川県道740号小田原湯河原線になる[5]。
- 2021年（令和3年）8月15日 - 令和3年8月の大雨により小田原市米神地内で法面が崩壊。乗用車1台が巻き込まれて2人負傷[6]。

## 路線状況

### バイパス
- 東伊豆道路稲取区間・熱川区間（河津町 - 伊東市）
- 伊東バイパス（伊東市）
- 宇佐美-網代バイパス（伊東市 - 熱海市）
- 真鶴道路（湯河原町 - 真鶴町）

#### 西湘バイパス石橋IC - 真鶴道路のバイパス整備
西湘バイパス石橋ICから真鶴道路までの区間はバイパス道路が整備されておらず、2005年度（平成17年度）の道路交通センサスによれば休日は1時間平均で上下線合わせて2,000台以上が走行している。当該区間は地元住民の生活道路でもあるため、1981年（昭和56年）より小田原市、真鶴町と湯河原町は協議会を設置して国や神奈川県へ西湘バイパスの延伸を申し立てた。しかし日本道路公団およびその業務を継承した中日本高速道路側に動きは見られないため、2008年（平成20年）2月8日に神奈川県は当初予算案の中で当該区間のバイパス道路整備計画を示した。
整備計画では当該区間を西湘バイパスの延伸ではなく、神奈川県が主体となり国道135号のバイパスを整備するものとなっている。2008年度（平成20年度）に基礎調査を実施し、2009年度（平成21年度）以降に設計、都市計画決定やルート選定を実施する。神奈川新聞によると静岡県熱海市もこの計画について歓迎の意向を示すコメントを出している。

### 拡幅事業
静岡県熱海土木事務所では平成20年代後半の供用に向けて、伊東市吉田の三の原入口交差点 - 同市川奈の殿山交差点において、4車線化拡幅事業中である。

### 有料道路
- 真鶴道路（真鶴ブルーライン）

#### 無料開放
- 東伊豆道路
- 真鶴道路（旧道）

### 道路施設

#### 道の駅
- 静岡県
  - 開国下田みなと（下田市）
  - 伊東マリンタウン（伊東市）

### 交通量
道路交通センサスより
| 地名           | 2005年 | 2010年 | 2015年 |
| -------------- | ------ | ------ | ------ |
| 下田市外ヶ岡   | 17,262 | 16,494 | 16,705 |
| 河津町浜       | 08,973 | 08,352 | 08,850 |
| 東伊豆町稲取   | 10,867 | 11,095 | 11,825 |
| 伊東市赤沢     | 13,218 | 12,336 | 11,660 |
| 伊東市富戸     | 18,369 | 18,569 | 18,903 |
| 伊東市川奈     | 21,446 | 20,109 | 21,728 |
| 伊東市玖須美   | 13,369 | 13,016 | 13,542 |
| 伊東市東松原町 | 17,248 | 17,029 | 18,954 |
| 伊東市湯川     | 21,759 | 21,993 | 24,094 |
| 伊東市宇佐美   | 13,371 | 14,039 | 13,044 |
| 熱海市下多賀   | 19,225 | 19,594 | 19,809 |
| 熱海市熱海     | 19,734 | 19,181 | 20,420 |
| 熱海市東海岸町 | 17,381 | 18,031 | 18,670 |
| 熱海市泉       | 14,209 | 20,203 | 19,505 |
| 湯河原町吉浜   | 24,152 | 23,060 | 22,982 |
| 真鶴町岩       | 08,002 | 15,623 | 16,422 |
| 小田原市石橋   | 27,121 | 29,747 | 29,169 |

## 地理

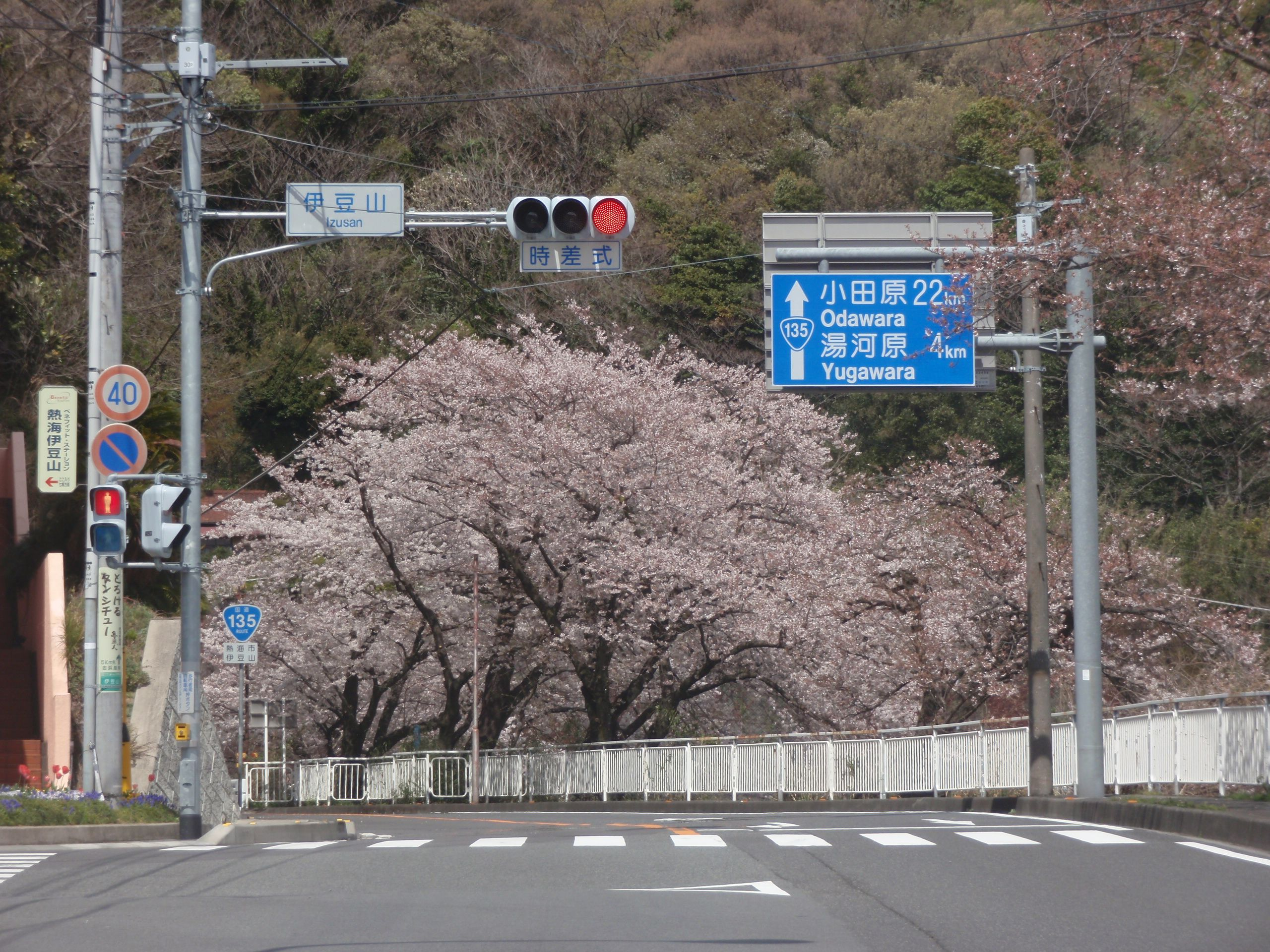
静岡県熱海市 伊豆山交差点
（2011年4月）

### 通過する自治体
- 静岡県
  - 下田市 - 賀茂郡河津町 - 賀茂郡東伊豆町 - 伊東市 - 熱海市
- 神奈川県
  - 足柄下郡湯河原町 - 足柄下郡真鶴町 - 小田原市

### 交差する道路
- 国道136号（下田市新下田橋東詰）
- 熱海ビーチライン（熱海市泉元門川分(門川信号)）
- 西湘バイパス 石橋IC（小田原市）
- 西湘バイパス 早川IC（小田原市）
- 国道1号・国道138号（小田原市早川口交差点）

## ギャラリー

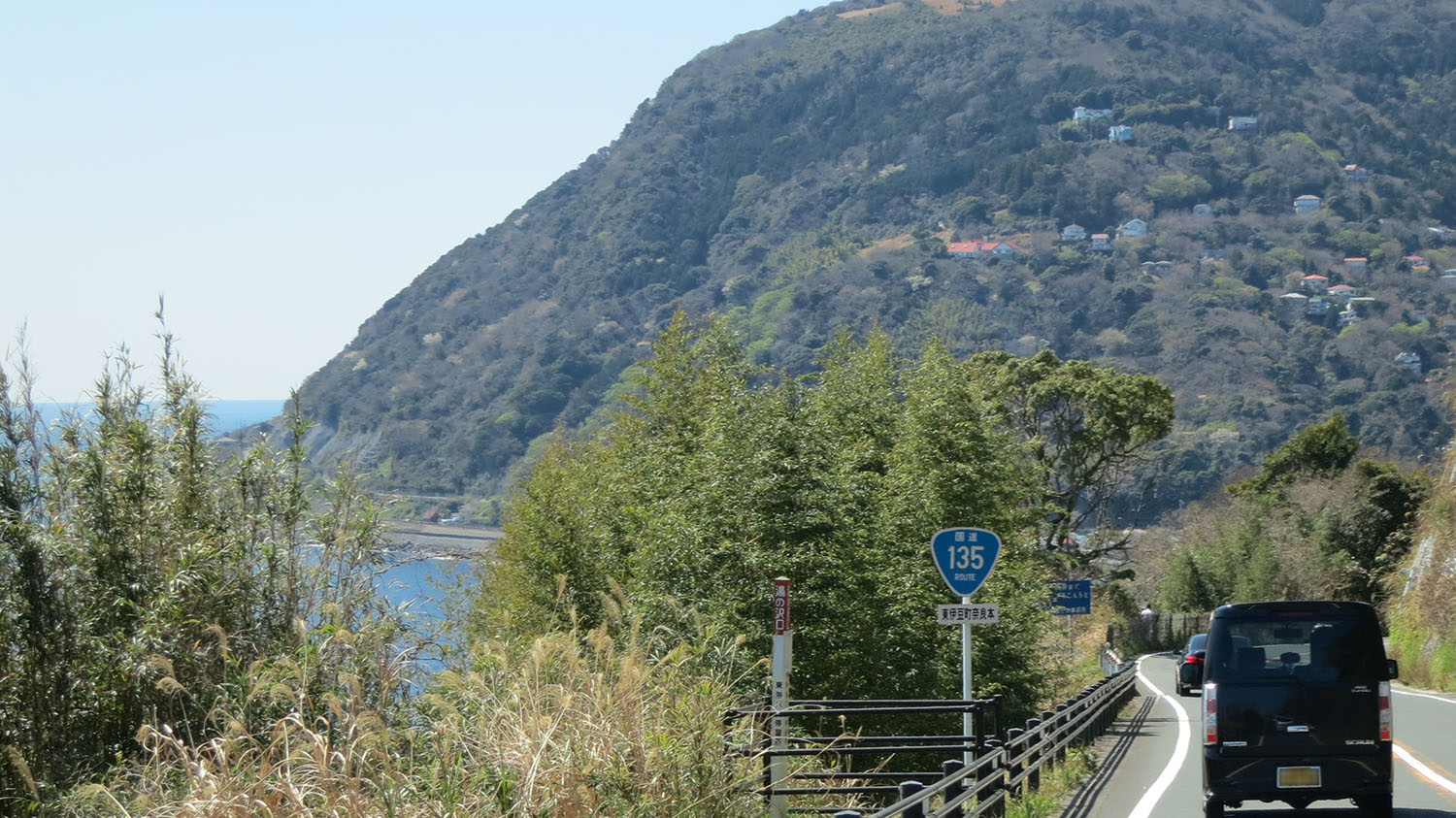
静岡県賀茂郡東伊豆町
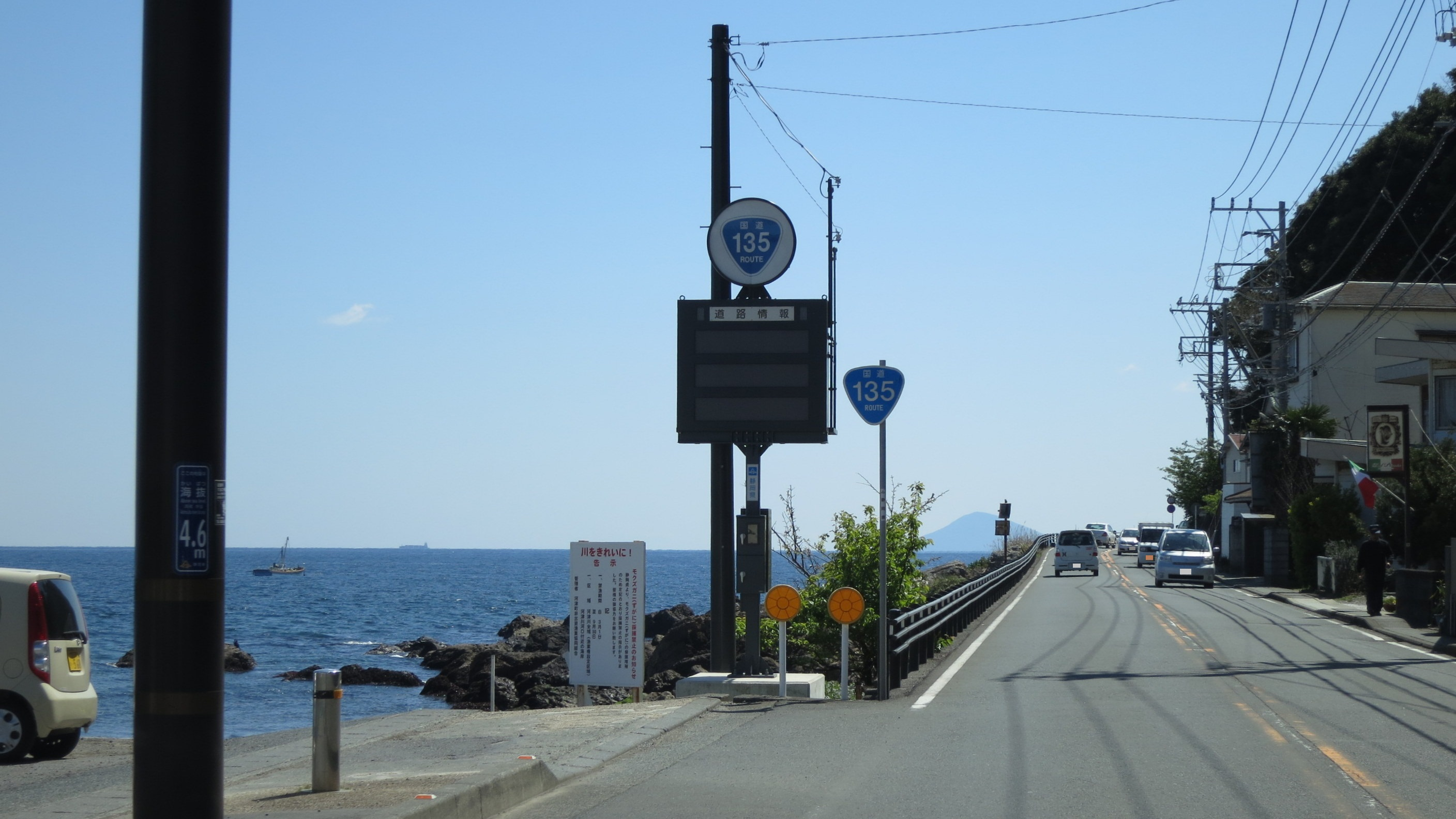
静岡県賀茂郡河津町
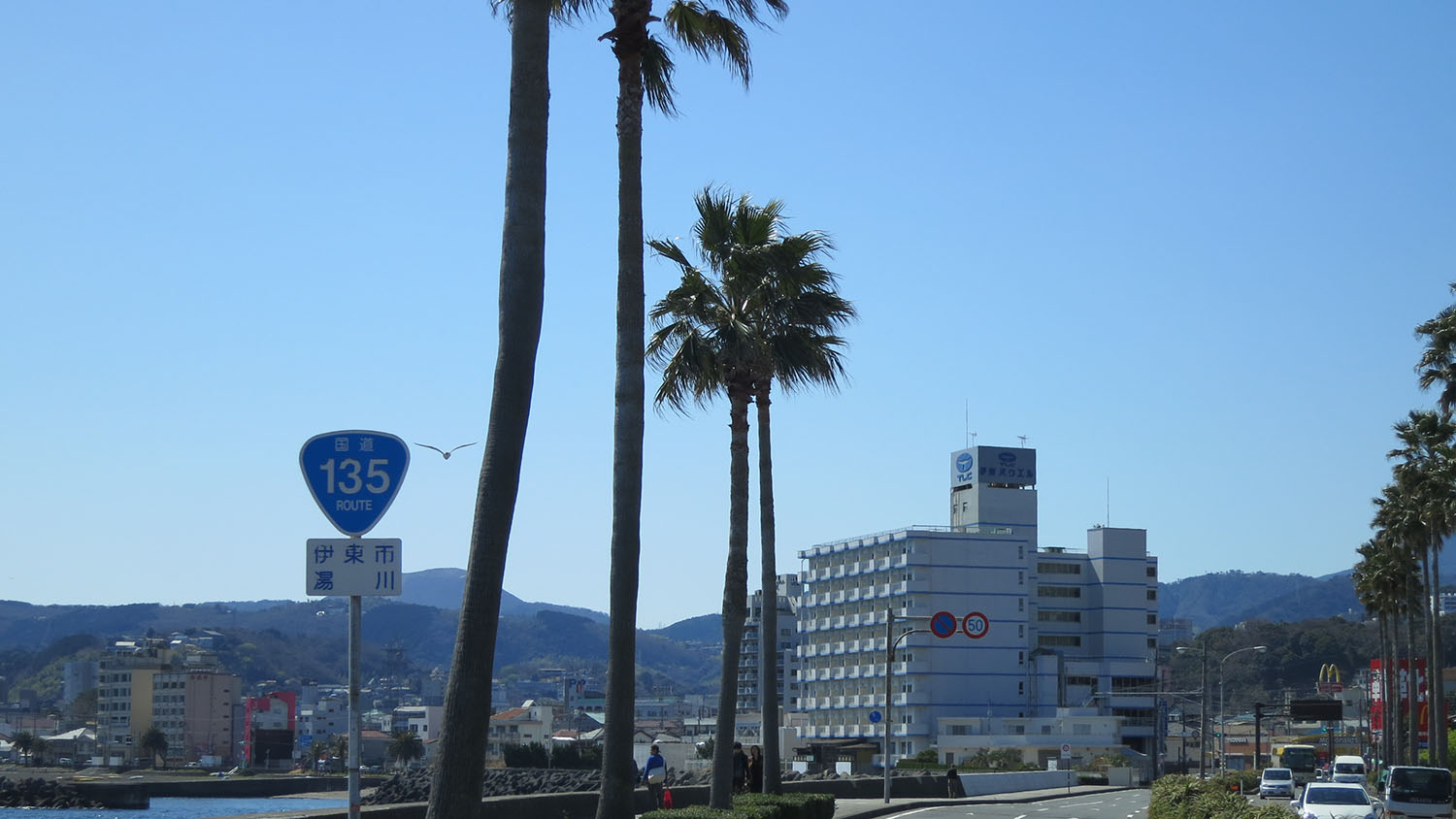
静岡県伊東市湯川
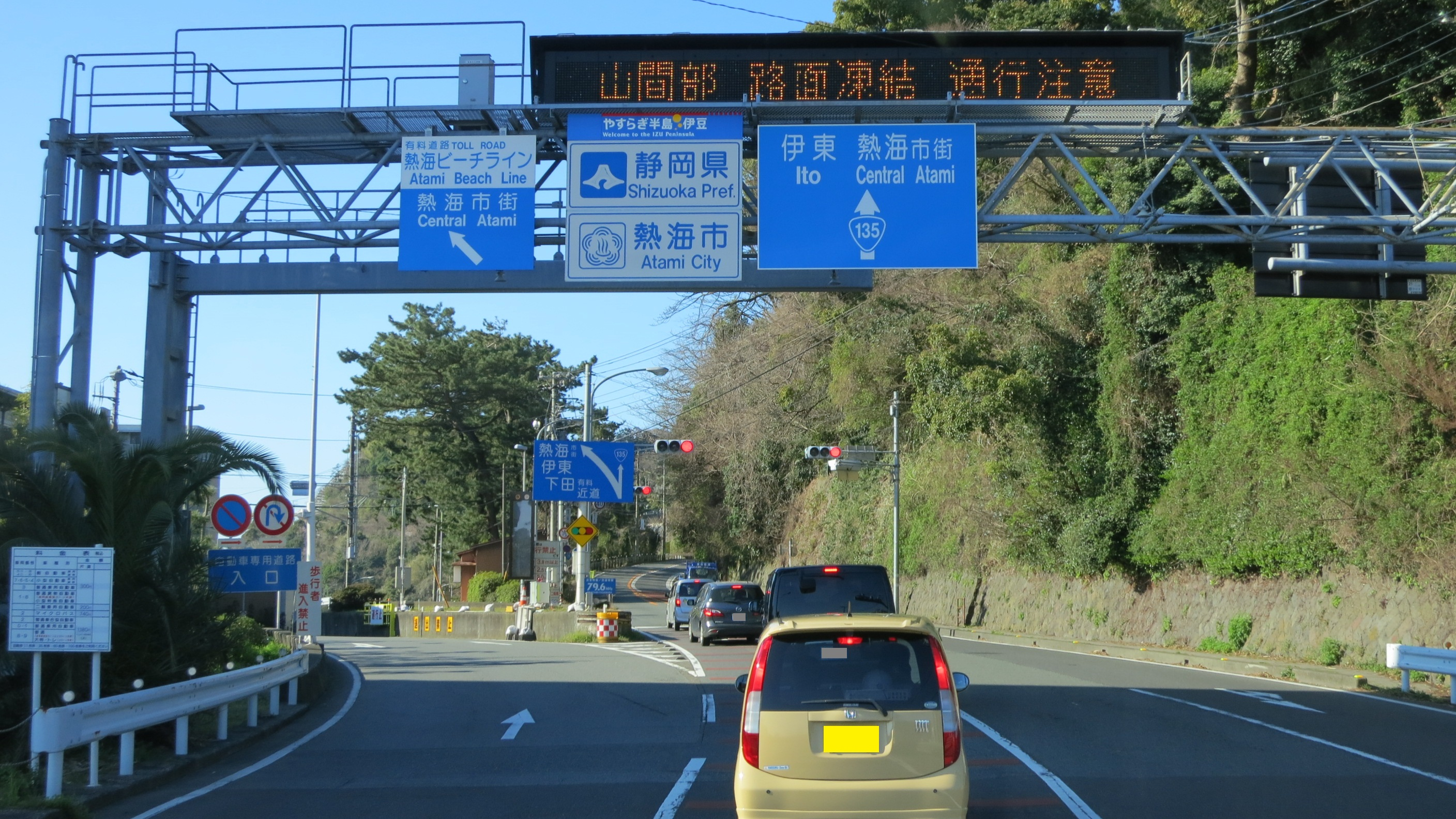
静岡県境 静岡県熱海市泉元門川分
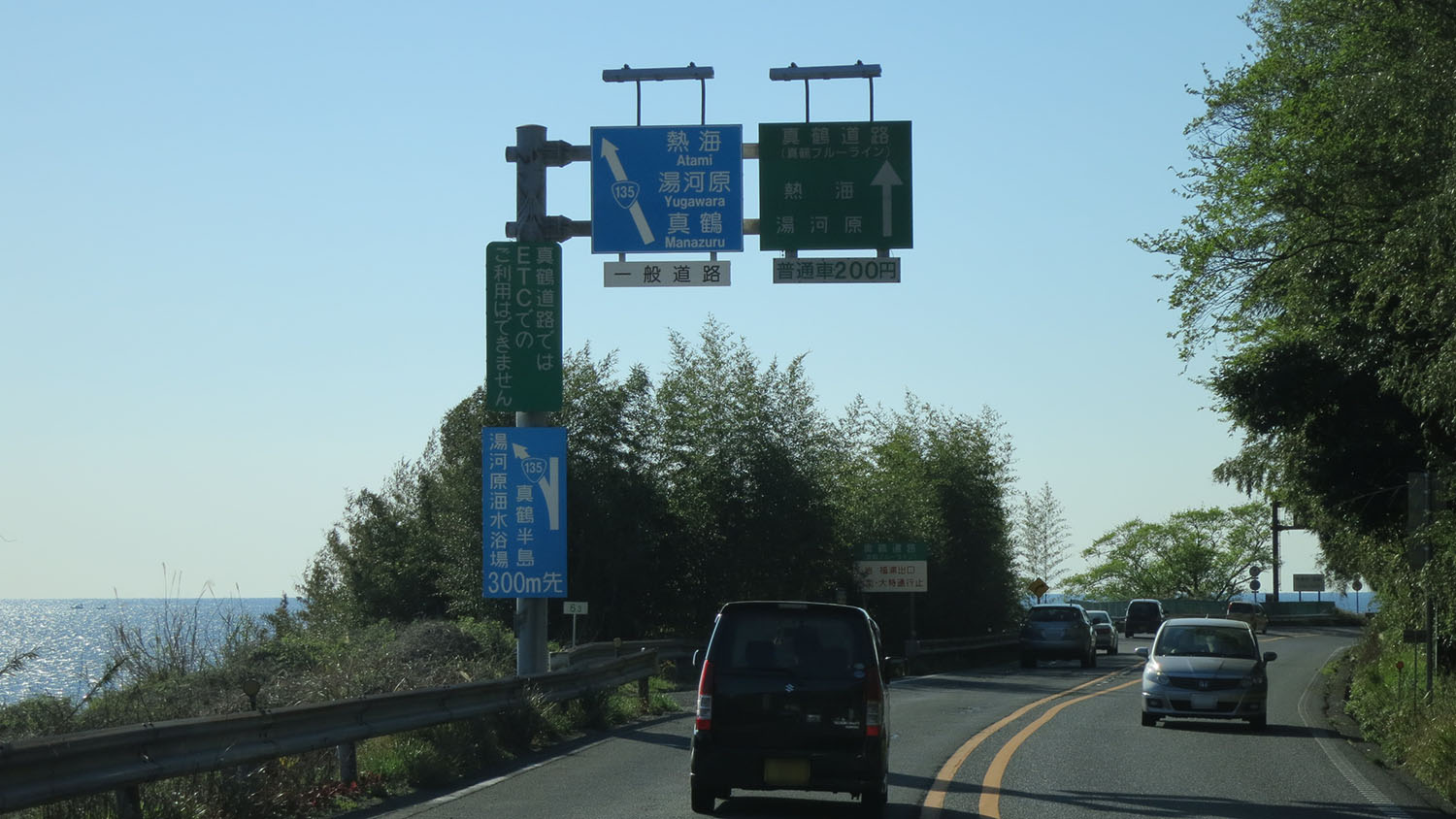
神奈川県足柄下郡真鶴町

## 大規模な交通障害
- 2018年（平成30年）7月28日 - 神奈川県小田原市江之浦付近で、折からの平成30年台風第12号の接近に伴う高潮と波浪の影響により、一般車両数台が動けなくなった。

連絡を受けた神奈川県警察などが出動、運転手を救出して後部座席に乗せたところ、高波にパトロールカーがさらわれ、相模湾へ流出する被害となった（全員脱出して無事）。
- 2021年（令和3年）7月3日 - 梅雨前線に伴う豪雨に伴い、静岡県熱海市伊豆山地区の山麓で、土石流が発生した（熱海市伊豆山土石流災害）、逢初川を伝うように家屋を破壊しながら、相模湾まで達した。その途中の当道の逢初橋付近においても数台の車・バスを巻き込みながら道路や周辺の建物が土砂で覆い尽くされ、通行不能となる（並走する熱海ビーチラインなどもこの豪雨によって通行止めとなっており、熱海市 - 湯河原町間の自動車での移動は大幅な迂回が必要となった。東海道本線も7月4日昼過ぎまで運転を見合わせており、発生当日は静岡県熱海市 - 神奈川県足柄下郡湯河原町間が完全に遮断されていた）[10]。行方不明者の捜索や復旧作業が行われ、2021年（令和3年）7月29日15時に、26日ぶりに通行止めが解除された[11]。